# Данська протока
Данська або Гренландська протока (дан. Danmarksstrædet, ісл. Grænlandssund) розташована між Гренландією та Ісландією; ширина 290 км; найменша глибина на фарватері — 227 м; сполучає Гренландське море Північного Льодовитого океану з морем Ірмінгера Атлантичного океану.
У протоці вздовж узбережжя Ісландії з півдня на північ проходить відгалуження теплої течії Ірмінгера; вздовж узбережжя Гренландії з півночі на південь проходить холодна Східно-Гренландська течія, що цілий рік несе кригу.

## Геологія та гідрологія

### Гренландсько-ісландський поріг

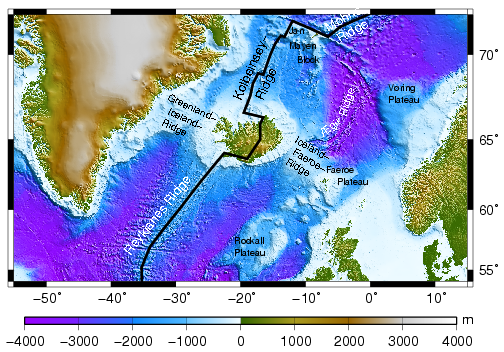
Схема розташування Гренландсько-ісландського порогу

По дну протоки тягнеться Гренландсько-ісландський поріг — підводна височина, яка з'єднує підводні основи островів Гренландія та Ісландія. Поріг перешкоджає водообміну між Атлантичним океаном і Гренландським морем, внаслідок блокування водних потоків, температура води на глибинах, що перевищують 400 метрів, на північ від порога становить -1 °C, на південь від нього близько +8 °C.

### Підводний водоспад
На дні протоки знаходиться найбільший з нині відомих підводних водоспадів. Водоспад стікає по західній стороні Данської протоки. Його протяжність становить близько 160 км, вода падає на 3505 метрів з Гренландського моря в море Ірмінгера, а витрата води становить близько 5 млн м3/сек..

### Течії
Уздовж берегів Ісландії, з півдня на північ проходить гілка теплої течії Ірмінгера. Вздовж берегів Гренландії з півночі на південь проходить Східногренландська течія, яка цілий рік несе крижини.
2004 року океанографи Стейнґримур Джонссон і Хедінн Валдимарссон з Океанографічного інституту Вудс-Гол виявили ознаки існування ще однієї течії, що протікає північним схилом Ісландії і потрапляє в Данську протоку. Течія отримала назву Північного ісландського потоку. 2008 року експедиція за участі Боба Пікарта експериментально підтвердила існування течії. Згідно з поточною гіпотезою, виявлена течія постачає приблизно половину обсягу води, яка згодом виходить з Данської протоки. Повторна експедиція 2011 року під керівництвом Стейнґримура Джонсона, Роберта Пікарта, Лаури де Стеур, К'єтила Вяге і Хедінна Владимарссона провела додаткові дослідження цієї течії.

## Клімат
Акваторія протоки лежить в субарктичному кліматичному поясі. Влітку переважають помірні повітряні маси, взимку — полярні. Чітко відстежується сезонна зміна переважаючих вітрів. Досить великі річні амплітуди температури повітря. Зустрічається багато морської криги. Прохолодне сире літо з частими туманами; досить вітряна волога зима.